# Majd al-Krum
Majd al-Krum (en árabe: مَجْدُ الْكُرُوم Majd al-Kurūm, en hebreo: מַגְ'ד אל-כֻּרוּם) es una ciudad situada en la Galilea, en el Distrito Norte de Israel, a unos 16 kilómetros al este de Acre. Sus habitantes son mayoritariamente musulmanes de origen palestino. En 2023, vivían en ella 15.144 personas.

## Etimología
El nombre Majd al-Krum se puede traducir del árabe como «puesto de vigilancia del viñedo», lo que refleja la tradicional fama de la ciudad por la calidad de sus vides. Desde la antigüedad se ha prensado uva para hacer vino en las afueras de la ciudad, gracias a una serie de fosas excavadas en la roca.
En ocasiones se ha asociado a Majd al-Krum con Beit HaKerem, una ciudad judía del período talmúdico citada en la Mishná. La traducción de este otro topónimo sería la misma.

## Geografía

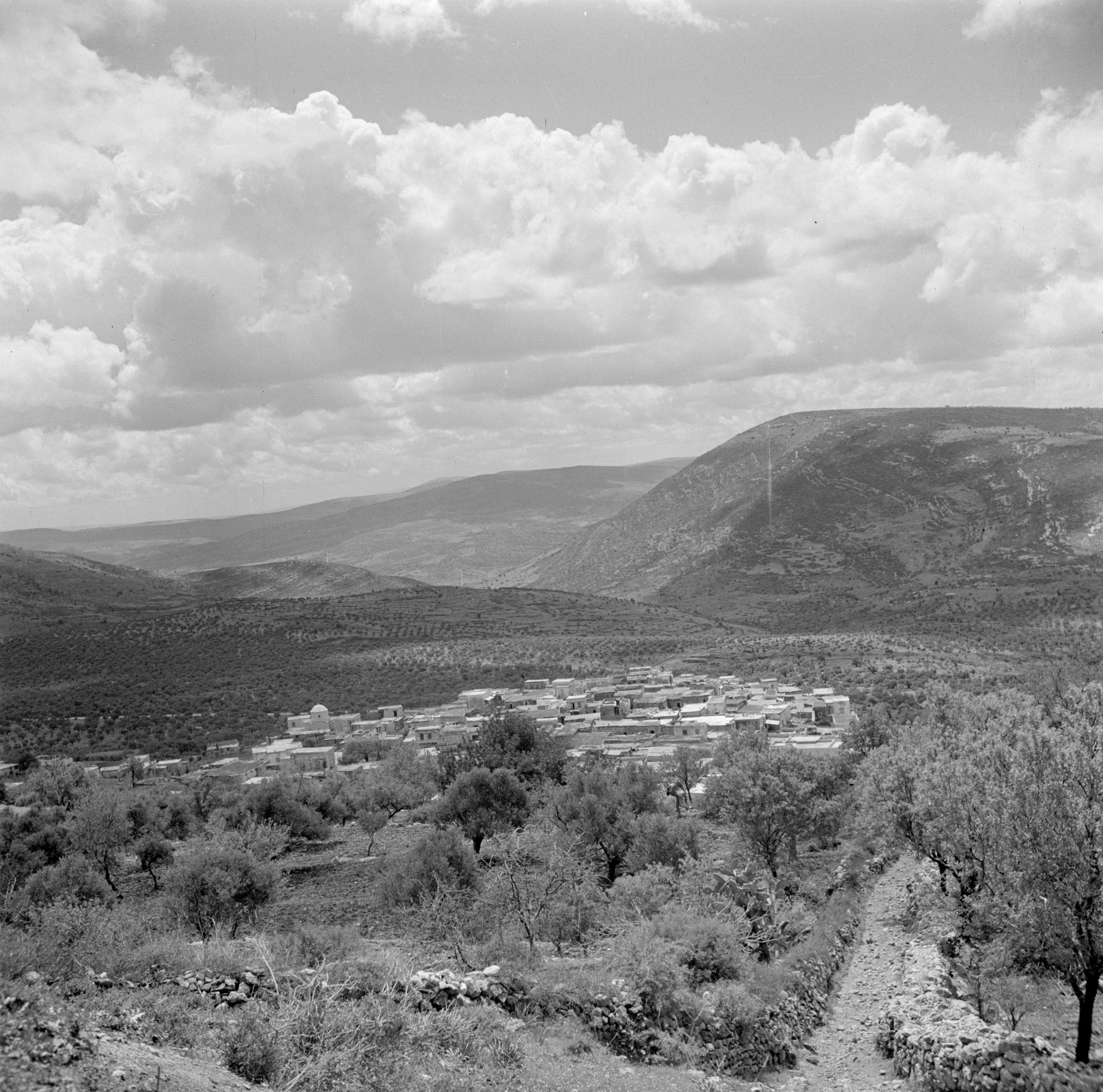
Vista de Majd al-Krum desde las colinas cercanas (1949)

Majd al-Krum se encuentra en el corazón de la Galilea, en el extremo noroeste del valle de al-Shaghur, al pie del Jabal Mahüz. Es la localidad palestina más grande del valle. Históricamente, debió su importancia a su ubicación dentro del valle, pues se hallaba en la ruta más corta y accesible entre Acre en el oeste y la Galilea central, Safed y Damasco en el este, así como a su caudaloso manantial.

### Arqueología
En Majd al-Krum se han encontrado restos antiguos, incluidas cisternas excavadas en la roca. En el centro de Majd al-Krum hay un antiguo pozo, un manantial, una tumba de la época romana y ruinas que datan del período de las Cruzadas.

## Historia

### Edad Media
Durante la época de las Cruzadas, Majd al-Krum era conocido como Mergelcolon, y formó parte de la herencia de Estefanía de Milly. Estefanía fue la abuela materna de Juan Alemán, quien transfirió Beit Jann, Sajur, Nahf y Majd al-Krum a los Caballeros Teutónicos en 1249.
En 1517, Majd al-Krum pasó a formar parte del Imperio otomano. Un documento otomano de 1573 afirma que los hombres de Majd al-Krum y las aldeas cercanas unieron fuerzas con los miembros del clan Chehab y con Mansur ibn Furaykh del valle de Becá, llevando a cabo incursiones que causaron la muerte de cincuenta o sesenta personas.
Majd al-Krum figura en los registros fiscales otomanos de 1596 como parte de la nahiya (subdistrito) de Acre, integrada a su vez en el sanjacado de Safed. Tenía una población de 85 hogares y cinco solteros, y todos sus habitantes eran musulmanes. Estos pagaban un impuesto fijo del 25% sobre diversos productos agrícolas, incluidos el trigo, la cebada, las aceitunas o los árboles frutales, el algodón y las cabras y/o colmenas; su tributación total era de 16.560 akçe.
Durante el gobierno del jefe Zahir al-Umar entre las década de 1730 y 1770, Majd al-Krum fue una aldea fortificada con un número indeterminado de torres construidas en sus murallas durante ese período. Estaba guarnecido por los sus propios habitantes, aliados de la familia Zaydani. La tradición oral sostiene que la antigua mezquita del pueblo y un grupo de casas a su alrededor datan de este período. Zahir fue asesinado en su cuartel general de Acre por los otomanos en 1775. Cuando su sustituto Jazzar Pasha, designado por los otomanos, persiguió a los hijos de Zahir, que se resistían al gobernador en sus fortalezas de la Galilea, los habitantes de Majd al-Krum apoyaron al hijo de Zahir, Alí. Este último utilizó Majd al-Krum y el cercano Abu Sinan como sus principales bastiones y lanzó incursiones contra Acre, lo que llevó a Jazzar a movilizar sus tropas en la aldea de Amqa, frente a la costa mediterránea, al norte de Acre. Alí reunió a los hombres en edad de combatir de Majd al-Krum, Abu Sinan y Deir Hanna, y sitió el campamento de Jazzar. Los refuerzos procedentes de Acre dispersaron a las tropas de Alí, que fueron derrotadas en Abu Sinan. Tras esto, el propio Jazzar tomó el mando del ejército y dirigió el asedio de Majd al-Krum. Según el historiador Adel Manna, la lucha tuvo lugar en la explanada a las afueras del pueblo y Jazzar salió victorioso. Caído Majd al-Krum, Jazzar ejecutó a sus defensores y envió sus cabezas cortadas a la capital imperial en Constantinopla como prueba de su éxito. Después actuó contra Alí, que había trasladado su base a la cercana Rama.
Un mapa de la invasión de Napoleón de 1799, realizado por el geógrafo Pierre Jacotin, mostraba el lugar con el nombre de El Megd El Kouroum. En 1838, Majd al-Krum aparecía en los registros como una aldea musulmana del subdistrito de Shaghur, emplazado entre Safed, Acre y Tiberíades. En 1875, el explorador francés Victor Guérin visitó Majd al-Krum y lo describió como un pueblo dividido en tres barrios, cada uno con un jeque diferente. La población total era de 800 musulmanes. En 1881, el Estudio de Palestina Occidental del Fondo para la Exploración de Palestina lo reflejó como un pueblo construido de piedra y rodeado de olivos y tierras cultivables, habitado por entre 600 y 800 musulmanes. Un censo de alrededor de 1887 mostraba que Majd al-Krum tenía 1.075 habitantes, todos ellos musulmanes.

### Mandato británico de Palestina

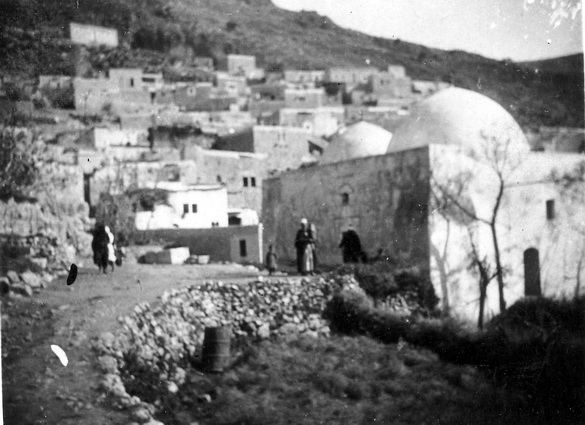
Majd al-Krum en 1934

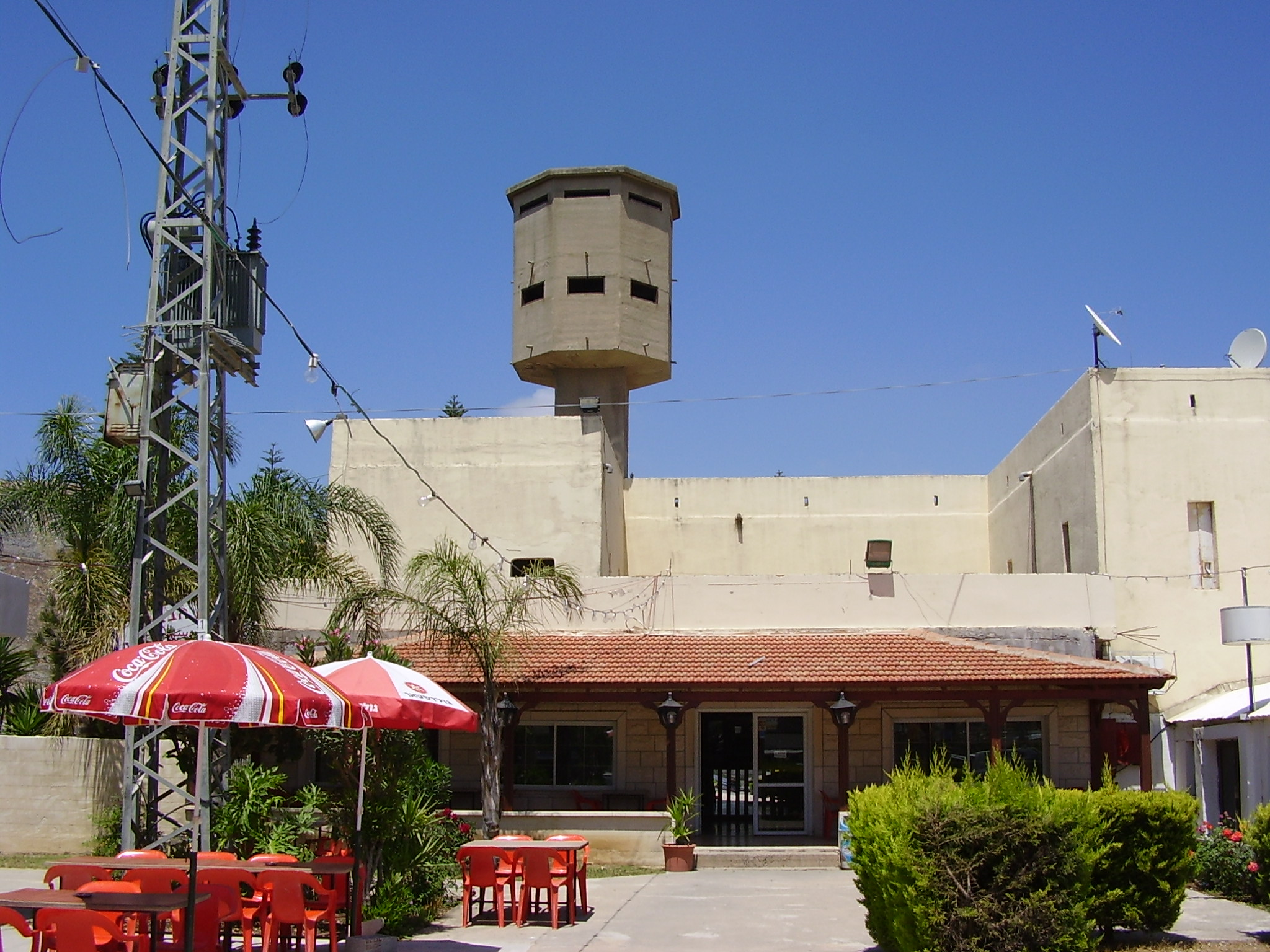
Fuerte Tegart de la era del mandato británico en Majd al-Krum (2008)

En el censo de Palestina de 1922, realizado por las autoridades del mandato británico de Palestina, Majd al-Kerum tenía una población de 889 habitantes, de los cuales 885 eran musulmanes suníes, tres eran musulmanes chiíes y uno era cristiano. En el censo de 1931, Majd al-Krum había crecido hasta reflejar un total de 226 viviendas y tenía una población de 1.006 musulmanes. En las estadísticas municipales de Palestina de 1945, Majd al-Kurûm tenía ya 1.400 habitantes, todos ellos musulmanes. La localidad tenía una superficie de 17.828 dunams, de los que 2.214 eran de propiedad pública.
Majd al-Krum fue uno de los primeros pueblos de la Galilea en unirse a la revuelta árabe de Palestina de 1936-1939 contra el mandato británico y contra el aumento de los asentamientos judíos en Palestina. Uno de sus habitantes, Abu Faris, declaraba haber sido el primero en tomar las armas en toda la Galilea y el primero cuya casa fue demolida por los británicos como castigo por su rebelión. Abu Faris se convirtió en el segundo al mando de la revuelta en Galilea hasta 1938, cuando rechazó la orden de asesinar a un palestino favorable al plan de partición de Palestina de la Comisión Peel. Abu Faris abandonó más tarde Palestina para trasladarse al Líbano después de que un importante líder político de la revuelta, Amin al-Husayni, ordenara su asesinato.

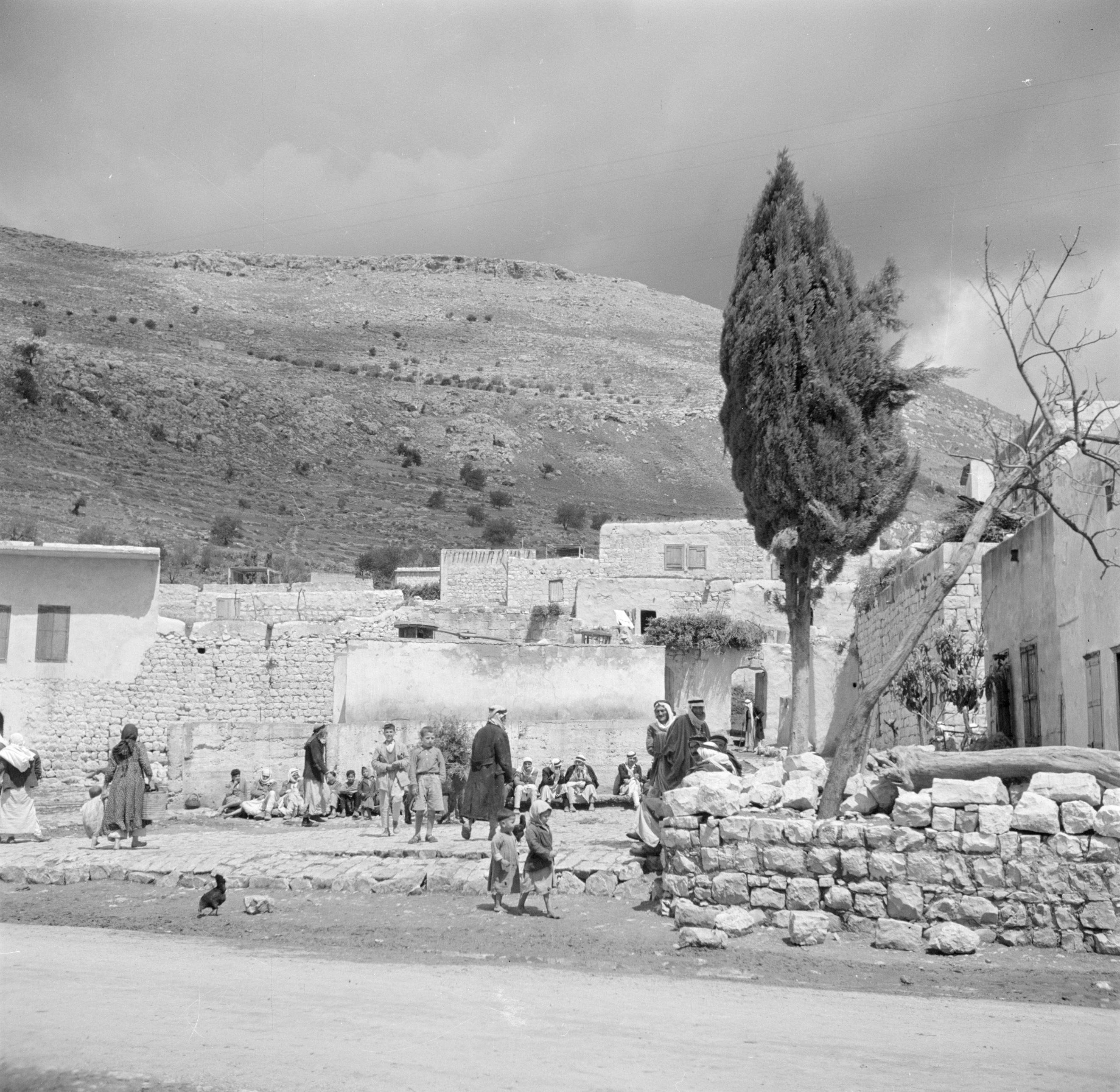
Majd al-Krum y algunos de sus habitantes poco después de que la aldea fuera capturada por las fuerzas israelíes (1948-1949)

Majd al-Krum fue capturado por las fuerzas israelíes en octubre de 1948 durante la Operación Hiram. Una unidad del Ejército Árabe de Liberación (EAL) que estaba estacionada allí se retiró de la aldea ante la llegada de los israelíes. Al partir, el comandante iraquí del EAL reunió a los habitantes alrededor del pozo del pueblo y les recomendó que no huyeran del pueblo y que se quedaran y se entregaran a los oficiales israelíes que conocían. Poco después, un grupo de habitantes de Majd al-Krum se puso en contacto con Haim Auerbach, un oficial de la inteligencia israelí que se encontraba en Nahariya y a quien un grupo de aldeanos había defendido previamente de un ataque cerca de Acre. Auerbach dispuso la rendición de Majd al-Krum y prometió que no se produciría ningún daño en la aldea.
Sin embargo, el 6 de noviembre, una unidad del ejército israelí, que desconocía la rendición de la aldea, entró en ella y se enfrentó a la otra unidad israelí que ya estaba presente en la aldea. Ambos bandos se dieron cuenta de su error después de un breve intercambio de disparos y la unidad ya presente fue reemplazada por la unidad entrante. La nueva unidad ordenó a los residentes entregar sus armas en un plazo de 30 minutos a pesar de que ya las habían entregado una semana antes. Antes de que se cumpliera el plazo, el oficial israelí al mando ordenó la demolición de una casa y reunió a cinco de sus habitantes, les vendó los ojos y los ejecutó para demostrar su firmeza. Después reunieron a otros cinco residentes para ejecutarlos, pero se libraron de morir gracias a un conocido informante palestino de la vecina Damun, Shafiq Buqa'i. Buqa'i pidió a los oficiales israelíes que liberaran a los residentes explicándoles el acuerdo alcanzado anteriormente entre los habitantes de Majd el-Krum y Auerbach.
Durante la guerra árabe-israelí de 1948 y la consiguiente expulsión o huida de la población palestina, conocida como la Nakba, la vecina aldea de Sha'ab quedó en gran parte despoblada y la mayoría de sus habitantes se establecieron en Majd al-Krum, unos de forma permanente y otros temporalmente. De los palestinos que huyeron de Majd al-Krum, muchos se establecieron en el campo de refugiados de Shatila, en el Líbano. De hecho, fue un excombatiente de la localidad, Abed Bishr, quien arrendó una pequeña parcela de tierra a las afueras de Beirut y fundó el campo de refugiados de Shatila, donde acogió a otros refugiados de Majd al-Krum. Según la historiadora Julie Peteet, el papel de Majd al-Krum y sus refugiados «fue fundamental para el establecimiento [del campamento]». Según Yiftachel, Majd al-Krum «experimentó una enorme agitación» durante la Nakba, por la que aproximadamente la mitad de sus habitantes se convirtieron en refugiados en el Líbano, mientras que unas 300 personas de las aldeas cercanas, principalmente Sha'ab, Damun y Birwa, se trasladaron a Majd el-Krum. En enero de 1949, ya concluida la guerra, los 355 habitantes árabes palestinos de Majd al-Krum fueron subidos a camiones del ejército israelí y llevados a la región del Uadi Ara, bajo control iraquí en ese momento.

### Israel
Antes de la guerra árabe-israelí de 1948, la superficie de Majd al-Krum era de 20 065 dunams (20,07 hectáreas), de las que el 69% fueron expropiadas por el Estado de Israel entre 1948 y mediados de la década de 1970. La mayor parte de estas fueron expropiadas mediante la Ley de Propiedad de Ausentes de 1949, por lo que afectó a los habitantes palestinos que huyeron durante la guerra, y el resto de las tierras se expropiaron para «fines públicos» o por falta de un título de propiedad oficial (por ejemplo, en el caso de las tierras comunales de la era otomana).
La jurisdicción sobre las tierras expropiadas pasó entonces a la Autoridad de Tierras de Israel (ATI) que, en virtud de una ley de 1960 que prohibía la venta de tierras estatales, inició un proceso de intercambio de tierras con los restantes habitantes de Majd al-Krum. Por este motivo, muchos habitantes de Majd al-Krum intercambiaron terrenos agrícolas de su propiedad por terrenos urbanos que habían sido expropiados dentro de la propia localidad, es decir, por áreas designadas para uso residencial. El cambio típico implicaba la transferencia por parte de los residentes de cinco dunams de sus terrenos agrícolas por un dunam de terrenos dentro de las áreas residenciales de la localidad, mientras que la ATI normalmente mantenía una participación de propiedad del 10% al 25% de esta parcela residencial. La participación minoritaria de la ATI no quedó registrada explícitamente en los estudios, lo que garantizó el control de esta sobre el derecho de los habitantes a construir en las parcelas recién adquiridas. El proceso de intercambio de tierras estuvo especialmente activo entre 1965 y 1980, periodo en el que se transfirieron 15.860 dunams a la ATI a cambio de 3.010 dunams recibidos por los habitantes de Majd al-Krum.
En 1964, el Estado de Israel expropió alrededor de 5.100 dunams de los terrenos municipales para construir la ciudad judía de Carmiel, cuya fundación fue anunciada como parte del esfuerzo por judaizar Galilea, en palabras del primer ministro israelí Levi Eshkol. En 1966 comenzaron los trabajos para elaborar un plan urbanístico que terminó en 1978. Sin embargo, este plan urbanístico no fue aprobado por las autoridades israelíes y, aunque la población había crecido de 4.000 a 6.700 habitantes entre 1966 y 1990, no se asignaron nuevas tierras a Majd al-Krum para hacer frente a este crecimiento demográfico. A partir de la década de 1970, la Agencia Judía trató de construir cerca de sesenta pequeñas comunidades judías, conocidas por aquel entonces como mitzpim (puntos de observación), entre las localidades palestinas de la Galilea para controlar la construcción que se llevaba a cabo en ellas. Estas comunidades judías fueron, entre otras, Lavon, Tuval, Gilon y Tzurit, todas ellas fronterizas con Majd al-Krum.
Cientos de habitantes de Majd al-Krum participaron en las manifestaciones del Día de la Tierra de 1976, que protestaban contra otra ronda de expropiaciones de tierras árabes por parte del Estado de Israel, y que se concretaron en la transferencia de 2100 dunams del término municipal de Majd al-Krum para ampliar el de Carmiel. Seis manifestantes de origen palestino fueron asesinados en ciudades cercanas y, desde entonces, la expropiación masiva de tierras de municipios mayoritariamente palestinos por parte del Estado de Israel prácticamente ha terminado.
En 1977 se celebraron grandes manifestaciones antigubernamentales en Majd al-Krum y en pueblos cercanos para protestar por la demolición de una casa de la localidad construida cerca de la carretera entre Safed y Acre. Una persona murió y varias más resultaron heridas cuando la policía disparó para dispersar a los manifestantes. El incidente hizo que el alcalde, Muhammad Manna, abandonara el Partido Laborista y se uniera a Jadash. Manna sería reelegido en 1986. Tawfiq Ziad, miembro del Knesset, declaró: «Mientras haya piedras en Galilea, las usaremos para lanzárselas a quienes intenten destruir nuestros hogares». La protesta de los habitantes locales y la respuesta del Estado de Israel llevaron a una oposición más firme de la comunidad de origen palestino contra las políticas estatales.
Durante la Guerra del Líbano de 2006, más de 40 cohetes Katyusha cayeron en las cercanías de la localidad, si bien el supuesto objetivo habría sido la cercana ciudad de Carmiel. Dos hombres de Majd al-Krum, Baha' Karim y Muhammad Subhi Mana', murieron por la explosión de un cohete.
Durante la guerra libanesa-israelí de 2023-24, Majd al-Krum volvió a verse afectado un ataque con cohetes de Hezbolá. El 25 de octubre de 2024, dos de sus habitantes, Hassan Suad (de 21 años) y Arjwan Manaa (de 19 años), murieron cuando una salva de aproximadamente 30 cohetes impactó en la zona. Hezbolá se atribuyó posteriormente la responsabilidad del ataque, afirmando que su objetivo era la ciudad de Carmiel, situada a unos 6 kilómetros al sureste de Majd al-Krum. Durante este conflicto, los habitantes de Majd el-Krum se quejaron del racismo de las autoridades israelíes, que habían dotado a la vecina Carmiel de 126 refugios antiaéreos y cientos de pequeños refugios móviles, mientras que las localidades palestinas de alrededor, con una población similar, tenían solamente dos refugios en total.

## Gobierno local
Majd al-Krum fue declarado consejo local en 1963. Los miembros del consejo son electos y este es responsable de los servicios municipales básicos, aunque la planificación urbanística ha permanecido bajo la jurisdicción del Comité de Planificación Urbanística de la Galilea Central, nombrado por el gobierno central de Israel. En 2003, Majd al-Krum y los concejos locales cercanos de Deir al-Asad y Bi'ina se fusionaron para formar la ciudad de Shagor, que se disolvió el 1 de diciembre de 2008.

## Economía
La sede de Moona, una ONG que trabaja para integrar a los árabes israelíes en la industria de alta tecnología, se encuentra en Majd al-Krum.

## Transporte
En 2017, Israel Railways propuso construir una estación de tren adicional en Majd al-Krum en la vía hacia Carmiel.